# Richard Des Coudres
Richard Des Coudres (* 22. Oktober 1865 Kassel; † 7. August 1930 Kassel) war Generalmajor der preußischen Armee sowie Präsident des Mitteldeutschen Sängerbundes.

## Herkunft und Familie
Richard des Coudres war der Sohn von Julius Heinrich Des Coudres und dessen Frau Caroline Rosenstock. Des Coudres war verheiratet mit Irmgard Des Coudres und hatte einen Sohn, den Juristen und Bibliothekar Hans Peter Des Coudres. Sein Bruder war der Physiker Theodor Des Coudres.